# Barak (Kirghizistan)
Barak (in Kirghiso: Барак) è un villaggio kirghiso circondato dal territorio dell'Uzbekistan. Il suo status de facto come una delle 91 attuali enclavi internazionali del mondo è iniziato nel 1999. Amministrativamente fa parte del distretto di Kara-Suu nella regione di Osh in Kirghizistan. È circondato dalla regione di Andijan dell'Uzbekistan. La sua popolazione era di 985 abitanti nel 2021.
Successivamente si stima che la cittadina, situata nella valle di Fergana, fosse composta da 153 famiglie (circa 1.000 residenti). Si trova a circa 4 km a nord-est della strada da Osh (Kirghizistan) a Xoʻjaobod (Uzbekistan) vicino al confine kirghiso-uzbeko in direzione di Qoʻrgʻontepa. Ciò lo colloca a circa 1,5 km dal confine uzbeko/kirghiso, vicino al villaggio di Ak-Tash.

## Disputa sui confini
Il confine pre-indipendenza del Kirghizistan del 1991 è il confine internazionale de jure, ma gran parte di esso è fortemente conteso con i suoi vicini. Nell'agosto 1999 l'area intorno a Barak fu occupata dall'Uzbekistan, isolandola dal territorio kirghiso. Le forze uzbeke hanno scavato e bloccato la strada per Ak-Tash, sequestrando anche vaste aree di terra kirghisa che presumibilmente erano state prestate in epoca sovietica ma mai restituite. Si sono trincerati in gran parte del territorio di confine del Kirghizistan e si sono rifiutati di andarsene. Barak divenne di fatto un'enclave a soli 1,5 km dallo spostamento del confine principale. Quattro enclavi uzbeke e Barak rappresentano i principali punti critici nei colloqui sulla delimitazione dei confini, e le controversie si concentrano sulle aree di Barak, Soʻx, Gava e Gavasay (torrente). Nel 2011, molti abitanti dei villaggi hanno chiesto al governo di reinsediarli all’interno del confine principale. I funzionari kirghisi temono, tuttavia, che se la gente lascia Barak, il Kirghizistan non sarà in grado di mantenere la sua enclave.

## Effetto sugli abitanti dei villaggi
Barak aveva una popolazione nel 2011 di 153 famiglie e oltre 1000 persone. L'enclave è circondata dall'Uzbekistan. "[A Barak] c'è una scuola del villaggio, c'è un [centro culturale] e c'è un piccolo negozio. Ma non ci sono uffici postali, né edifici governativi o qualsiasi altro tipo di lavoro. Non c'è banca. Barak è piccola."
Barak è diventata un'enclave quando le forze dell'Uzbekistan hanno bloccato la strada che porta ad Ak-Tash, il villaggio kirghiso più vicino e il collegamento di confine da cui dipende. Nei tre anni successivi, i controlli alle frontiere furono notevolmente aumentati, con una routine quotidiana di controlli approfonditi alle frontiere per i residenti. Nel febbraio 2003, gli abitanti del villaggio si recarono a Osh per protestare contro le restrizioni al confine uzbeko. Lì, un incontro casuale con il primo ministro Nikolai Tanayev ha portato l'Uzbekistan a rimuovere il blocco di cemento e a riaprire la strada. Il mese successivo, i funzionari dei due stati hanno firmato un protocollo per allentare le restrizioni sui residenti di Barak. Nella pratica, però, nulla è cambiato per quanto riguarda la semplificazione delle procedure di ingresso e di uscita.

## Confini dell’era sovietica
Le demarcazioni dei confini, che un tempo erano di scarsa importanza, ora influenzano in modo drammatico la vita della gente comune. La delimitazione nazionale-territoriale dell'URSS nel 1924-1927 fu il primo capitolo di una storia di spostamento dei confini nel XX secolo, che continuò anche oltre il crollo dell'Unione Sovietica.
Sebbene l'era sovietica abbia visto numerose commissioni di demarcazione, nessuna ha risolto completamente le questioni relative alle enclave territoriali isolate, ai contratti di locazione temporanei di terreni mai restituiti, agli accordi di affitto non pagati e alle mappe contrastanti che mostrano i confini che corrono in luoghi diversi. Le commissioni sovietiche sui confini negli anni ’20 e ’50 non riuscirono a portare a termine il loro lavoro. I cartografi di quest’epoca probabilmente non avrebbero mai pensato che le loro linee un giorno sarebbero diventate confini internazionali. I progetti di pianificazione governativa si sono riversati liberamente oltre i confini interni. Anche quando esistevano contratti di affitto dei terreni, gli affitti spesso non venivano riscossi e i terreni non venivano restituiti alla scadenza del contratto.
In epoca sovietica i confini nella valle di Fergana avevano poca rilevanza per la vita di tutti i giorni. Pertanto, la successiva delimitazione dei suoi confini internazionali è stata complessa. Di conseguenza, oggi vaste aree di terra ufficialmente rivendicate da uno stato nella valle di Fergana vengono coltivate da cittadini di altri stati, un esempio dei quali si trova lungo il confine Batken-Isfara (Kirghizistan-Tagikistan), dove oltre 1300 ettari di i terreni sono contesi.
Una situazione simile esiste lungo il confine tra Uzbekistan e Kirghizistan, dove prima del 1991 la RSS uzbeka aveva affittato grandi quantità di terreno per uso agricolo e industriale. Nonostante gli affitti a tempo determinato, la SSR uzbeka spesso non restituiva mai la terra né pagava l'affitto, il che si accompagnava all'inevitabile crescita degli insediamenti nel tempo. Ad esempio, nel 1999 un deputato kirghiso affermò di avere una copia di un accordo degli anni '60 sull'affitto di 45.000 ettari alla SSR uzbeka, che avrebbe dovuto scadere nel 1980. Il Kirghizistan ha anche alcuni territori che ha affittato per l'allevamento del bestiame durante il periodo sovietico e ai quali non ha rinunciato.

## Complicazioni all'indipendenza
Nel 1991, l’indipendenza presentava una geografia complicata e incerta. Le repubbliche della Valle di Fergana erano eredi di modelli decennali di utilizzo del territorio che oltrepassavano liberamente i confini. Quei confini non erano mai stati completamente delimitati e mappe diverse mostravano confini diversi.
Negli anni immediatamente successivi all'indipendenza, a parte una breve crisi nel 1993, gli effetti della pianificazione dell'epoca sovietica non si fecero sentire. La vita quotidiana transfrontaliera nella valle continuò quasi ininterrotta, con vaste aree di confine utilizzate dalle popolazioni dei paesi confinanti. Ciò è avvenuto sia attraverso l'occupazione illegale che attraverso preesistenti contratti di locazione territoriale a tempo determinato. Ad esempio, la regione di Marhamat in Uzbekistan utilizzava 6885 ettari di terreno della regione di Aravon di Osh, i due dei quali condividono un confine di soli 125 km circa (ancora in disputa nel 2011). Fino al 1998 era ancora possibile attraversare i confini statali quasi come se fossero interni. Tuttavia, nel corso degli anni '90, Kirghizistan e Uzbekistan si sono lentamente allontanati, man mano che le due repubbliche si sono differenziate.

## Conflitto nel 1999
Nel 1999 scoppiò un grave conflitto, in parte incentrato sulla demarcazione unilaterale del confine da parte dell'Uzbekistan e sul presunto sequestro di vaste aree di terreno agricolo kirghiso prestate all'Uzbekistan per uso temporaneo durante il periodo sovietico ma mai restituite.
"Il 13 febbraio 1999, il presidente dell'Uzbekistan, Islam Karimov, ha confermato che il principale servizio di autobus transfrontaliero Osh-Andijon, insieme a molte altre linee nella valle di Ferghana, era stato sospeso.... La chiusura del confine è stata accelerata tre giorni dopo quando una serie di esplosioni attentamente orchestrate ha scosso la capitale uzbeka Tashkent, uccidendo 16 persone... l'Uzbekistan ha immediatamente sigillato il suo confine,... la sicurezza è stata notevolmente rafforzata... e unità speciali sono state dispiegate nelle aree sensibili di confine. Sono stati creati nuovi posti di controllo furono costruite e migliorate le strutture esistenti, e in molti luoghi i valichi furono chiusi, le strade scavate e i ponti demoliti... Gli effetti di queste misure unilaterali furono fortemente avvertiti dal Kirghizistan."
Nell'estate la vicina regione di Batken, in Kirghizistan, è stata invasa dai guerriglieri del cosiddetto Movimento Islamico dell'Uzbekistan (IMU).In seguito, la stampa dell'opposizione ha continuato a riportare numerosi resoconti delle politiche di frontiera dell'Uzbekistan che sconfinano nel Kirghizistan. Nell'agosto 1999 l'area intorno a Barak fu occupata dall'Uzbekistan, isolandola dal territorio kirghiso. Le forze uzbeke hanno scavato e bloccato la strada per Ak-Tash.
Per tutto il 1999, il governo kirghiso non ha tentato fisicamente di contestare il nuovo confine e i relativi posti di controllo istituiti dall'Uzbekistan. Piuttosto, il Kirghizistan ha cercato di mantenere il confine aperto al commercio, insistendo nel contempo per avviare colloqui per delimitare il confine. Tuttavia, l’Uzbekistan ha rapidamente bloccato i valichi non autorizzati. Le restrizioni unilaterali hanno ostacolato massicciamente la circolazione sia delle merci che delle persone. Tuttavia, gli estremisti dell'IMU hanno trovato il modo di operare oltre il confine per tutto il 1999. Le truppe e le guardie di frontiera uzbeke hanno iniziato le escursioni in Kirghizistan per reprimere gli estremisti. Sebbene le autorità kirghise abbiano condannato le violazioni territoriali, l’Uzbekistan le ha portate avanti e ha intensificato le sue minacce minando il confine e costruendo barriere e torri di guardia, a volte nelle profondità del territorio kirghiso. Le forze uzbeke si trincerarono su questo territorio e rifiutarono di andarsene.
Dopo la fine della guerriglia dell'IMU a Batken si è verificato un nuovo sviluppo che ha minacciato di scatenare una crisi ancora più grave tra i due Stati rispetto agli eventi della primavera. Non solo l’Uzbekistan controllava il confine, ma iniziava anche una demarcazione unilaterale del suo confine nella valle di Fergana. Ciò non è passato inosservato ai giornalisti e ai politici kirghizi, che hanno persistentemente contestato e accusato l'Uzbekistan di far avanzare i posti di blocco lungo le strade verso il territorio kirghiso. Intorno all'inizio di ottobre e oltre, l'Uzbekistan ha iniziato a erigere una "recinzione perimetrale di filo spinato alta 2 metri lungo ampi tratti del confine della valle, e a scavare altri tratti. Ciò ha portato ad accuse diffuse all'interno del Kirghizistan secondo cui l'Uzbekistan stava effettivamente recintando decine di migliaia di ettari di terra kirghisa."

## Colloqui sulla delimitazione kirghiso-uzbeka
Nel febbraio 2000, il Kirghizistan e l'Uzbekistan avevano iniziato a lavorare congiuntamente per delimitare il confine kirghiso-uzbeko; tuttavia, i progressi furono molto lenti. Un anno dopo, l'incontro tra i primi ministri dei due paesi si concluse con la promessa di incontrarsi nuovamente per discutere della demarcazione dei confini, che era diventata la questione più spinosa nelle relazioni bilaterali. Furono contesi circa 150 punti lungo il confine uzbeko-kirghiso. Un rinnovato impegno ha portato alla firma di un memorandum che avrebbe dato all’Uzbekistan un corridoio terrestre che correva per 40 chilometri lungo il fiume Sokh fino alla sua enclave di Sokh. In cambio di quel corridoio, il Kirghizistan avrebbe ricevuto un corridoio più piccolo fino a Barak." Il memorandum causò una reazione politica in Kirghizistan e non fu mai attuato.
Nel febbraio 2002, solo 209 chilometri su 1.400 erano stati delimitati congiuntamente, sebbene fossero stati studiati 994 chilometri. Ma i punti più controversi restavano: nelle regioni di Osh e Batken, 406 chilometri attendevano di essere studiati dalla commissione congiunta. "Il lavoro ha inoltre rivelato che le principali aree contese sono le enclavi di Barak e Sokh e le aree di Gava e Gavasay. Riguardo a questi siti, le posizioni delle parti sono rimaste lontane dalla convergenza."
Secondo un rapporto del 2004 dell'International Crisis Group (ICG), i negoziati sulla demarcazione dei confini erano stati carichi di tensione. I colloqui erano in fase di stallo su circa 50 località contese lungo il confine tra Kirghizistan e Uzbekistan.
Nel 2006, il processo di delimitazione era in corso da sei anni, con l'accordo raggiunto solo su 993 chilometri del confine di Stato, lungo 1.375 chilometri. I restanti 382 chilometri del confine di Stato non figuravano sulle mappe esistenti e pertanto rimanevano soggetti a conflitti e sfiducia reciproca.
Nel 2009, un rapporto affermava che "la mancanza di finanziamenti ha notevolmente ostacolato gli sforzi di demarcazione dei confini.... Il terreno complesso e le mappe contrastanti dell'era sovietica, stampate in un momento in cui la definizione dei confini non era una questione urgente, rappresentano l'ostacolo più difficile alla delimitazione. "Ciononostante, il 29 dicembre 2010, una commissione intergovernativa sulla delimitazione e la demarcazione dei confini ha tenuto la sua prima riunione dopo una pausa di cinque anni.
Nel 2013 i primi ministri dei due stati avrebbero discusso della situazione nell'enclave di Barak. Barak non è stata l’unica enclave a rappresentare un punto critico nei negoziati. Anche l’enclave uzbeka di Sokh e altre tre enclavi uzbeke all’interno del Kirghizistan rappresentavano grossi problemi. Uzbekistan e Kirghizistan avevano delimitato 1.058 chilometri di confine (su una lunghezza totale di 1.378,44 chilometri), che rappresenta oltre il 70% della lunghezza totale. All'inizio del 2014, nei dieci anni successivi al 2004, i colloqui non avevano ancora portato alla delimitazione di quasi 50 sezioni di confine con una lunghezza di circa 300 km.
I colloqui sono ripresi nel 2018 e i due paesi hanno raggiunto un accordo per lo scambio di Barak con terreni nella regione uzbeka di Andijon, vicino al villaggio kirghiso di Birleshken (distretto di Ala-Buka).
Nel gennaio del 2023, i due paesi hanno iniziato la delimitazione dell'intero confine e nell'aprile del 2024, entrambi le parti hanno raggiunto un accordo e ad oggi il villaggio è parte integrante dell'Uzbekistan.